# Кетрін Гаррісон
Кетрін Елізабет Френсіс Гаррісон (англ. Catherine Elizabeth Frances Harrison) — американська тенісистка, що спеціалізується на парній грі, володарка одного парного титулу WTA (станом на червень 2023).

## Фінали турнірів WTA

### Парний розряд: 1 титул
| Легенда       |
| ------------- |
| Grand Slam    |
| WTA 1000      |
| WTA 500       |
| WTA 250 (1–0) |

| За поверхнею |
| ------------ |
| Хард (1–0)   |
| Грунт (0–0)  |
| Трава (0–0)  |
| Килим (0–0)  |

| Результат | В–П | Дата     | Турнір                 | Статус  | Поверхня | Партнер            | Супротивники              | Рахунок          |
| --------- | --- | -------- | ---------------------- | ------- | -------- | ------------------ | ------------------------- | ---------------- |
| Перемога  | 1–0 | Бер 2022 | Monterrey Open, Mexico | WTA 250 | Хард     | Сабріна Сантамарія | Хань Сіньюнь Яна Сізікова | 1–6, 7–5, [10–6] |